# Christian Konrad

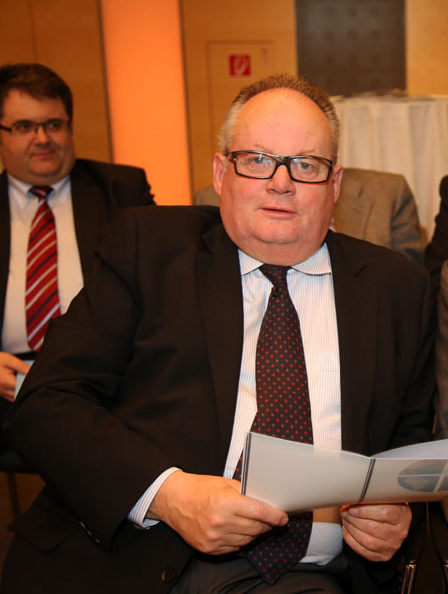
Christian Konrad (2013)

Christian Konrad (* 24. Juli 1943 in Wolkersdorf im Weinviertel) ist ein ehemaliger österreichischer Bankmanager.

## Leben
Christian Konrad besuchte in Laa an der Thaya das Gymnasium. Nach dem Studium der Rechtswissenschaften an der Universität Wien (Dr. iur 1969) trat er noch im selben Jahr in die Raiffeisenlandesbank Niederösterreich-Wien ein.
Er war Aufsichtsratsvorsitzender der Raiffeisenlandesbank Niederösterreich-Wien AG. Bis Mitte 2012 war er u. a. Aufsichtsratspräsident der Raiffeisen-Zentralbank Österreich AG und der UNIQA, einem der größten österreichischen Versicherungskonzerne.
Von 1994 bis 2012 war er Generalanwalt des Österreichischen Raiffeisenverbandes und hatte damit eine Schlüsselfunktion bei den Raiffeisengenossenschaften in Österreich. Neuer Generalanwalt ist seit Juli 2012 der RZB-Generaldirektor Walter Rothensteiner, nachdem Konrad die Obmannstelle bei der Raiffeisen-Holding Niederösterreich-Wien bereits im Mai 2012 an Erwin Hameseder abtrat.
Aus Konrads Spitzenpositionen im Raiffeisen-Sektor ergab sich eine beträchtliche Anzahl von Aufsichtsratsfunktionen und, dem Vernehmen nach, auch ein nicht unbedeutender Einfluss auf Politik und Medien.
Er war 21 Jahre als Landesjägermeister von Niederösterreich, bevor er von Josef Pröll im Jahr 2012 in dieser Funktion beerbt wurde, und Veranstalter von Prominenten-Wallfahrten nach Mariazell  einer breiteren Öffentlichkeit bekannt. Christian Konrad war 13 Jahre lang Vorsitzender der Aktion „Mariazell braucht unsere Hilfe“, welche die Generalsanierung und Renovierung der steirischen Wallfahrts-Basilika ermöglicht hat. Von 2006 bis 2011 war er Obmann des Vereins „Unser Stephansdom“, der sich die Restaurierung des Stephansdoms zur Aufgabe gestellt hat. Letztere Funktion hat er am 20. Mai 2011 nach
Differenzen mit Kardinal Christoph Schönborn zurückgelegt. Dabei ging es um eine projektierte Teilverbauung des Stephansplatzes und die Verlegung der Dombauhütte in ein Untergeschoß.
Bis 2012 war Konrad Präsident der Ludwig Boltzmann Gesellschaft.
Im August 2015 wurde er bis zum 30. September 2016 von der österreichischen Bundesregierung zum Flüchtlingskoordinator bestellt.

## Trivia
Legendär und als Symbol seiner Macht verstanden, war das jährliche Sauschädelessen im Raiffeisenhaus am ersten Arbeitstag im neuen Jahr. Dort war alles, was in Österreich Rang und Namen hatte.

## Auszeichnungen
- 1987: Ehrenmitglied der katholischen Studentenverbindung ÖkaV Rhaeto-Danubia Wien im ÖCV
- 1999: Großes Goldenes Ehrenzeichen für Verdienste um die Republik Österreich[7]
- 2008: Großes Silbernes Ehrenzeichen mit dem Stern für Verdienste um die Republik Österreich[7]
- 2008: Silbernes Komturkreuz mit dem Stern des Ehrenzeichens für Verdienste um das Bundesland Niederösterreich[8]
- 2008: Großes Goldenes Ehrenzeichen für Verdienste um das Land Wien[9]
- 2008: Franz-Schalk-Medaille in Gold[10]
- 2016: Verdienstkreuz erster Klasse des ÖRK für die Unterstützung im Flüchtlingswesen[11]
- 2018: Julius-Raab-Medaille[12]